# Ланда, Семён Семёнович
Семён Семёнович Ланда (17 ноября 1926, Одесса, Украинская ССР — 28 марта 1990, Ленинград) — советский историк-декабристовед, литературовед-пушкинист и полонист, музейный работник. Доктор исторических наук, профессор. Автор ряда известных научных работ, в том числе монографий. Публикатор и комментатор произведений польских авторов. Музеевед, создатель многих музейных экспозиций и выставок, в том числе, посвящённых жизни и творчеству поэтов А. С. Пушкина и А. Мицкевича.

## Биография
Родился 17 ноября 1926 года в Одессе.
В 1941 году после начала войны добровольцем, приписав к своему возрасту три года, вступил в армию. Участник боевых действий. 
16 марта 1954 года выпускник филологического факультета Одесского государственного университета С. С. Ланда был принят на работу во Всесоюзный музей музея А. С. Пушкина, который в декабре 1953 года был выделен в самостоятельное научно-просветительское учреждение.

### Музейная деятельность
Первой подготовленной им экспозицией стала открытая в декабре 1955 года в залах Русского музея выставка, посвященная 100-летию со дня смерти Адама Мицкевича.
Назначенный заведующим экспозиционным отделом Всесоюзного музея А. С. Пушкина, С. С. Ланда возглавил творческую рабочую группу по проектированию его центральной историко-литературной экспозиции и руководил созданием многих тематических выставок музея.
В 1965 году он завершил работу над новой экспозицией мемориального музея в последней квартире А. С. Пушкина.
В 1967 году была открыта постоянная литературно-монографическая экспозиция «Пушкин. Личность, жизнь и творчество», которая 20 лет размещалась на трёх этажах церковного флигеля Екатерининского дворца в Пушкине. В ней С. С. Ланде удалось достоверным языком экспонатов показать пушкинскую «великую отзывчивость на все большие события современной жизни…».
Деятельность С. С. Ланды во Всесоюзном музее А. С. Пушкина была отмечена созданием временных и передвижных выставок — «Гроза Двенадцатого года», «Пушкин и Байрон», «Пушкин и Мицкевич». Выставка «В те дни ты знал меня, Кавказ» (1972) была показана в городах Тбилиси, Сухуми, Баку, Ереване.
В январе — феврале 1990 года в ленинградском Центральном выставочном зале «Манеж» работала (последняя из подготовленных с участием С. С. Ланды) временная выставка, — «Мир Пушкина», которая по его замыслу могла бы стать основой постоянной пушкинской экспозиции. Газета «Правда» откликнулась на это событие культурной жизни страны репортажем «Бездомно вещее перо…»
Заведующая отделом «Пушкин и современность» Всероссийского музея А. С. Пушкина, член оргкомитета выставки «Пушкин. Два века русской культуры» (ЦВЗ «Манеж», 1999), Т. С. Мишина, вспоминая пушкинскую экспозицию Ланды в Екатериниском дворце, говорила: «Все мы начинали работать у Семена Семеновича Ланды, но там было намного сложнее — это была философия истории, а теперь мы сделали только выставочный конспект».
Об исторической честности и трепете, с которыми «интерпретатор пушкинской темы» относился к своим экспонатам, свидетельствуют воспоминания сотрудницы музея-квартиры А. С. Пушкина на Мойке об эпизоде, когда, после приведения в порядок пострадавших от наводнения конца 1960-х годов экспонатов, С. С. Ланда говорил: «Это уже другой жилет, не тот, что был раньше, это уже жилет без пятен пушкинской крови. Уже и не реликвия почти».
С. С. Ланда неоднократно участвовал в работе Пушкинских конференций, выступал на Пушкинских чтениях в Михайловском.
В 1962 году во Всесоюзном музее А. С. Пушкина был подготовлен первый выпуск сборника «Пушкин и его время» — с проблемными и источниковедческими статьями, тематически связанными с изучением историко-литературной ситуации и мемориальных свидетельств для экспозиций, посвящённых культурной жизни России начала XIX века. В сборнике были напечатаны две работы сотрудника музея и учёного по призванию С. С. Ланды, обозначавшие круг его главных научных предпочтений — «Пушкин и Мицкевич в воспоминаниях А. А. Скальковского» и «О некоторых особенностях формирования революционной идеологии в России: 1816—1821 (Из политической деятельности П. А. Вяземского, Н. И. и С. И. Тургеневых и М. Ф. Орлова)».

### Полонистика
Интересом к польской литературе обусловлено проведение С. С. Ландой фундаментальных исследований в области связей и взаимовлияния русской и польской литератур. Благодаря его работам, в историю российско-польских культурных отношений были введены новые источники о жизни и связях Адама Мицкевича в России.
В 1956 году С. С. Ланда опубликовал статью о влиянии А. С. Пушкина на польскую культуру и о «признании в Польше творчества великого русского поэта… друга декабристов и А. Мицкевича», сопроводив её подробной библиографией переводов на польский язык произведений поэта и работ о нём польских исследователей периода 1949—1954 годов.
В 1958 году С. С. Ланда в Институте славяноведения АН СССР получил степень кандидата филологических наук за выполненную им работу «Мицкевич и филоматы, 1819—1821». Его рукопись «Мицкевич в России: годы изгнания: 1824—1829» (1600 страниц) осталась неопубликованной.
В 1971 году с его предисловием и примечаниями был опубликован роман Яна Потоцкого «Рукопись, найденная в Сарагосе», переведённый литературоведом Д. А. Горбовым на русский язык с последнего выверенного варшавского издания. В своём предисловии С. С. Ланда объяснял необходимость издания нового перевода тем, что «только в 1965 году вышло первое критическое издание романа Потоцкого, подготовленное польским исследователем Л. Кукульским, исправившим перевод Хоецкого по прижизненным изданиям и авторским рукописям, частично обнаруженным в польских архивах».
В 1976 году в академической серии «Литературные памятники» вышло двуязычное издание сонетов А. Мицкевича, составленное С. С. Ландой и с его примечаниями и заключительной статьёй, которую составитель завершил словами: «Пронизанная духом гуманных идей, вся обращенная в будущее, поэзия Мицкевича ни в чём не утратила своего звучания. Взволнованное искреннее слово поэта во всей своей непосредственности доходит и к современному читателю».
Своим вкладом в российскую полонистику С. С. Ланда заслужил признание коллег — польских филологов, которые в Кракове, после просмотра театральной постановки пьесы «Брат Господа нашего», представили учёного её автору — Каролю Войтыле.

### Декабристоведение
Исследуя творчество А. Мицкевича, в своих работах конца 1950-х годов С. С. Ланда отметил важную роль поэта в общественных движениях первой четверти XIX века — участие в создании в 1817 году в Вильне просветительского Общества филоматов и последующей его реорганизации. По мнению Ланды политическая активность бывших филоматов привела к созданию в 1825 году в Отдельном Литовском корпусе Общества военных друзей, идейно связанного с Северным обществом декабристов.
В 1971 году С. С. Ланда получил степень доктора исторических наук за представленную в Институт истории АН СССР диссертационную работу «Формирование революционной идеологии декабристов 1816—1825», темой которой было исследование процесса становления концепции революционного захвата власти и республиканского государственного устройства в российских в тайных обществах на этапах их зарождения и структурных реорганизаций.
Итоги декабристоведческих исследований были подведены автором в изданной в 1975 году монографии «Дух революционных преобразований… Из истории формирования идеологии и политической организации декабристов 1816—1825». Историки отмечали, что С. С. Ланде — литературоведу по образованию — удалось сделать много ценных наблюдений и оценок. На выводы и авторитет С. С. Ланды ссылались в своих работах известные учёные О. И. Киянская, Ю. М. Лотман, В. С. Непомнящий, Н. Я. Эйдельман.

### Педагогическая деятельность
Более 17 лет профессор С. С. Ланда работал на кафедре истории ЛГИК имени Н. К. Крупской. Преподавал историю и читал циклы лекций по музейному делу. Один из его спецкурсов о научном подходе к созданию музейной экспозиции и её восприятию посетителями назывался «Романтика музейного поиска».
Тесно сотрудничал с просветительским обществом «Знание», подготовив для него более 50 тематических лекций по русской истории и литературе, которые пользовались неизменной популярностью среди слушателей.
Профессор Д. А. Эльяшевич, выпускник ЛГИК 1985 года, писал, что С. С. Ланда — «лучший лектор, которого мне пришлось в жизни слышать… Семён Семёнович был прирожденным актёром, и его лекции по русской истории первой половины XIX в., которые он читал для всего курса в актовом зале на втором этаже, превращались в моноспектакль».

## Память
Умер 28 марта 1990 года в Ленинграде. Похоронен на кладбище в посёлке Комарово.
Всего через 2 месяца после кончины С. С. Ланды из печати вышел альбом «Мир Пушкина», посвященный его главной экспозиции «Пушкин. Личность, жизнь и творчество».
В 1991 году годовщина его смерти была отмечена коллегами памятной книжной выставкой.
В 1999 году среди экспонатов выставки «Пушкин. Два века русской культуры» был представлен портрет С.С.Ланды, созданный художником Г. А. Израилевичем. 
Литературовед В. С. Непомнящий посвятил памяти С. С. Ланды — «незабвенного друга — историка, полониста, пушкиниста, чьи знания, советы и упреки много помогли мне» — статью «Условие Клеопатры. К творческой истории повести „Египетские ночи“: Пушкин и Мицкевич» (Новый мир, 2005, № 10-11).

## Семья
- Жена — Юна Яновна Зек, искусствовед, старший научный сотрудник Государственного Эрмитажа, хранитель коллекции западно-европейской бронзы, исследователь и автор статей по истории искусства. После смерти мужа передала в дар библиотеке музея его книжное собрание[26].
  - Сын — Сергей Семёнович Ланда (1959—2007), американский путешественник, физиотерапевт, переводчик с японского, коллекционер современной живописи.
  - Дочь — Марианна Семёновна Ланда, американский славист, доктор философии, автор научных статей и книг о русской поэзии модернизма на русском и английском языках[34]. Составитель изданного в 1999 году сборника статей С. С. Ланды — «Я вижу некий свет…»[35]. Участвовала в формировании архива С. С. Ланды в научной библиотеке МГУ (фонд № 52)[36].
  - Дочь – Кристина Семёновна Ланда, итальянский славист, доктор философии, автор научных статей на русском и итальянском языках и книг о рецепции Данте в России и поэтике Данте. Старший научный сотрудник Болонского университета.

### Пушкинистика
- Одесса. 1820—1824 // Здесь жил Пушкин : Пушкинские места Советского Союза — Л.: Лениздат, 1963. — С. 267—271.
- Разговор Пушкина с императором Николаем I в Кремле — доклад на XVIII Пушкинской конференции, Ленинград, 1966.
- К вопросу о знакомстве Пушкина с поэмой Шота Руставели "Витязь в тигровой шкуре — доклад на XXI Пушкинской конференции, Тбилиси, 1971.
- Рылеев и Кюхельбекер на рисунке Пушкина // Пушкинский праздник : [газета]. — 1972.
- Последний поэтический отклик Пушкина на казнь декабристов // «Я вижу некий свет…» — СПб., 1999. — С. 183—192.

### Российско-польские культурные связи
- А. С. Пушкин в печати Польской Народной Республики в 1949—1954 годах // Пушкин: исследования и материалы / АН СССР. Ин-т рус. лит. (Пушкин. Дом). — М.; Л. : Изд-во АН СССР, 1956. — Т. 1. — С. 408—472.
- У истоков «Оды к юности» // Литература славянских народов. — М. : АН СССР, 1956. — Вып 1. Адам Мицкевич: к столетию со дня смерти. — С. 5-64.
- Пушкин и Густав Олизар — сообщение на X Пушкинской конференции, Ленинград, 1958.
- Мицкевич накануне восстания декабристов (Из истории русско-польских общественных и литературных связей) // Литература славянских народов. — М. : АН СССР, 1959. — Вып. 4. Из истории литератур Польши и Чехословакии. — С. 91-187.
- Пушкин и Мицкевич в воспоминаниях А. А. Скальковского // Пушкин и его время. — Л. : Гос. Эрмитаж, 1962. — Вып. 1. — С. 274—280
- Ян Потоцкий и его роман «Рукопись, найденная в Сарагосе» // Потоцкий Я. Рукопись, найденная в Сарагосе. — М. : Худож. лит., 1971.
- «Сонеты» Адама Мицкевича // Мицкевич А. Сонеты. — Л., 1976. — С. 225—300.
- Неизвестная импровизация Адама Мицкевича // «Путь романтичный совершил…» — М.: Институт славяноведения и балканистики РАН, 1996.

### Движение декабристов
- О некоторых особенностях революционной идеологии в России // Пушкин и его время. — Л.: Гос. Эрмитаж, 1962. — Вып. 1. — С. 67-231.
- Дух революционных преобразований… : Из истории формирования идеологии и политической организации декабристов 1816—1825. — М.: Мысль, 1975. — 384 с.
- Г. В. Плеханов в работе над историей движения декабристов // Исторические записки. — М.: Наука, 1975. — т. 96. — С. 288—314.

### Музейное дело
- Краткий путеводитель. Всесоюз. музей А. С. Пушкина. Выставка памяти Адама Мицкевича. 1798—1855 — М.: Искусство, 1955. — 28 с.
- Каталог. Всесоюз. музей А. С. Пушкина. Выставка памяти Адама Мицкевича. 1798—1855 — Л.: Искусство, 1957. — 186 с.
- Концепция литературного музея // Ланда С. С. «Я вижу некий свет…» — СПб.: 1999.

### Редакторская деятельность
- Пушкин и его время. Вып. 1. Исследования и материалы. Всесоюзный музей А. С. Пушкина. Сборник статей / ред.: М. М. Калаушин, А. Ю. Вейс, А. М. Гордин, С. С. Ланда — Л.: Гос. Эрмитаж, 1962. — 602 с.
- Королева Н. В. Декабристы и театр / научн. ред. и авт. вступ. ст. С. С. Ланда — Л.: Искусство, 1975. — 261 с.